# Varde Hovedvej
 Varde Hovedvej er en 2 sporet motortrafikvej der går fra Bramming til Gredstedbro, den er en del af primærrute 11.
Vejen starter ved Bramming og føres derefter mod syd, den passerer jernbanen mellem Esbjerg og Kolding og Tjæreborg Hovedvej i et tilslutningsanlæg hvor der er forbindelse mod Ribe. Vejen passerer derefter Darumvej i et tilslutningsanlæg med frakørsel til Store Darum, Gredstedbro og Kjærgård . Den forsætter derefter videre, hvor den passerer vest om Gredstedbro og derefter Kongeåen på en dalbro. Vejen passerer også to rastepladser der ligger på begge sider af motortrafikvejen, rastepladserne har toiletter og kortfaciliteter. Fra rastepladsen passeres motortrafikvejen og jernbanen mellem Esbjerg og Tønder, og den forsætter som almindelig hovedlandevej mod Ribe.
| Trafik | Spire Denne trafikartikel er en spire som bør udbygges. Du er velkommen til at hjælpe Wikipedia ved at udvide den. |

|  | Denne artikel om en bygning eller et bygningsværk kan blive bedre, hvis der indsættes et (bedre) billede. Du kan hjælpe ved at afsøge Wikimedia Commons for et passende billede eller lægge et op på Wikimedia Commons med en af de tilladte licenser og indsætte det i artiklen. |

55°25′18″N 8°42′02″Ø / 55.4217°N 8.7005°Ø